# Tilmann P. Gangloff
Tilmann P. Gangloff (* 24. Juli 1959 in Jülich) ist ein deutscher Medien-Journalist und Sachbuch-Autor. Er lebt und arbeitet in Allensbach am Bodensee.

## Leben
Tilmann P. Gangloff ist in Düsseldorf aufgewachsen und studierte Journalistik am Institut für Journalistik der Universität Dortmund. Seine Volontariatspraktika absolvierte er bei der Westdeutschen Zeitung (Düsseldorf) und beim Südkurier (Villingen). Seine Diplomarbeit Freibeuter der Sensationen – Gefahr ist ihr Geschäft. Das Stereotyp des Journalisten im zeitgenössischen westlichen Kino-Spielfilm schrieb er zusammen mit Francesco Tornabene. Als freiberuflicher Medienfachjournalist sowie Fernseh- und Filmkritiker arbeitet er für Fachzeitschriften wie epd medien, Blickpunkt:Film, tv diskurs, das Internetportal tittelbach.tv und diverse Tageszeitungen. Tilmann P. Gangloff schreibt außerdem eine TV-Vorschau-Kolumne für die Website evangelisch.de. Schwerpunktgebiete seiner Arbeit sind Fernsehfilme, Programmentwicklung, Formatfernsehen, Jugendmedienschutz und Kinderprogramme. Er ist regelmäßig Diskussionsmoderator und hält Vorträge auf Medienfachtagungen. Von 2000 bis 2001 war er Lehrbeauftragter an der Universität Konstanz, Fachbereich Kunst- und Medienwissenschaften.
Tilmann P. Gangloff ist verheiratet und hat drei erwachsene Kinder.

## Jurorentätigkeit
Seit 1990 ist er regelmäßig Mitglied der Jury für den Grimme-Preis. Nach vielen Jahren in der Unterhaltungs-Jury war er zunächst Vorsitzender der Nominierungskommission für den neu ins Leben gerufenen Grimme-Preis für Kinder- und Jugendfernsehen, der seit 2016 den früheren Sonderpreis Kultur des Landes NRW ersetzt, und in den letzten Jahren Mitglied der entsprechenden Jury. Er ist außerdem festes Mitglied der Jury für den Robert-Geisendörfer-Preis (Medienpreis der Evangelischen Kirche), Kategorie Kinderfernsehen. Im Jahr 2011 war er Mitglied der Jury für den Deutschen Dokumentarfilmpreis. Gangloff gehörte unter anderem Fachjurys für Film- und Fernsehpreise wie dem International Emmy Award, Goldener Spatz, Prix Danube und Erich-Kästner-Preis an. Außerdem war er Mitglied der Jury für die Produktionsförderung Kurzfilm.

## Schriften
- Tilmann P. Gangloff, Stephan Abarbanell (Hrsg.): Liebe, Tod und Lottozahlen. Fernsehen in Deutschland: Wer macht es, was bringt es, wie wirkt es? GEP/Steinkopf, Hamburg/Frankfurt 1994, ISBN 3-7984-1027-5.
- Ich sehe was, was du nicht siehst. Medien in Europa: Perspektiven des Jugendschutzes. Vistas, Berlin 2001, ISBN 3-89158-315-X.
- Schlechte Nachrichten, schreckliche Bilder. Mit Kindern belastende Medieneindrücke verarbeiten. Herder, Freiburg 2002, ISBN 3-451-05291-1.
- Der Wertgewaltige – Tilmann P. Gangloff über Sigmund Gottlieb. In: Stephan Weichert, Christian Zabel (Hrsg.): Die Alpha-Journalisten – Deutschlands Wortführer im Porträt. Herbert von Halem, Köln 2007.
- Helden wie wir. Zeitgeschichte im Fernsehfilm. In: Claudia Cippitelli, Axel Schwanebeck (Hrsg.): Fernsehen macht Geschichte – Vergangenheit als TV-Ereignis. Nomos, Baden-Baden 2009.
- Endlich eine Lobby: Die lange Genese der Kategorie „Kinder & Jugend“. In: Frauke Gerlach (Hrsg.): Medienqualität. Diskurse aus dem Grimme-Institut zu Fernsehen, Internet und Radio. transcript, Bielefeld 2020.

## Auszeichnungen
- 2023: Bert-Donnepp-Preis[1]